# Grammy Latino de 2016
A 17ª edição anual do Grammy Latino (17th Annual Latin Grammy Awards) foi realizada em 17 de novembro de 2016 na T-Mobile Arena, em Paradise, Nevada. Após duas edições, a cerimônia deixou de ser realizada no MGM Grand Garden Arena. 
Os indicados foram anunciados em 21 de setembro de 2016. Julio Reyes Copello, Djavan, Fonseca, Jesse & Joy e Ricardo López Lalinde lideraram as indicações, com quatro indicações cada um. O cantor estadunidense Marc Anthony foi o homenageado da edição do Grammy Latino, recebendo o prêmio de Personalidade do Ano da Academia Latina da Gravação.

## Performances

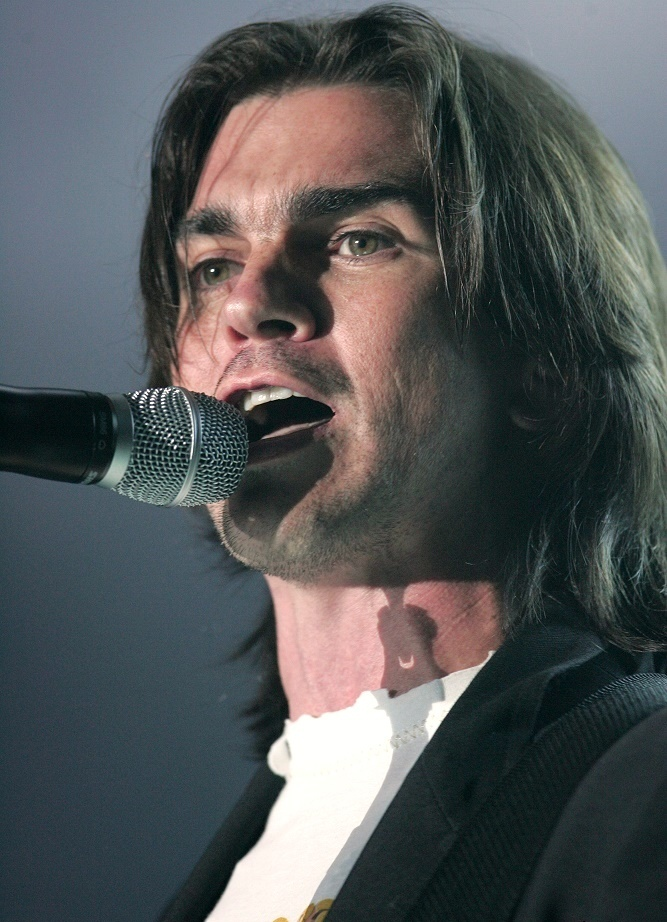
Juanes
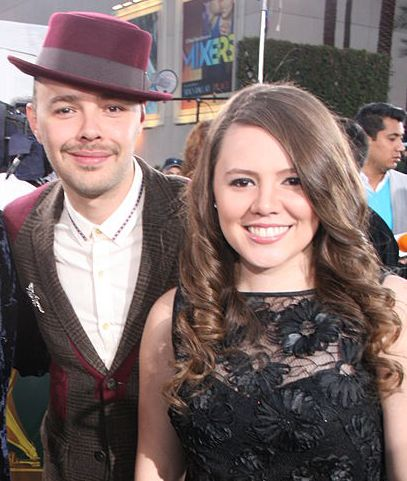
Jesse & Joy
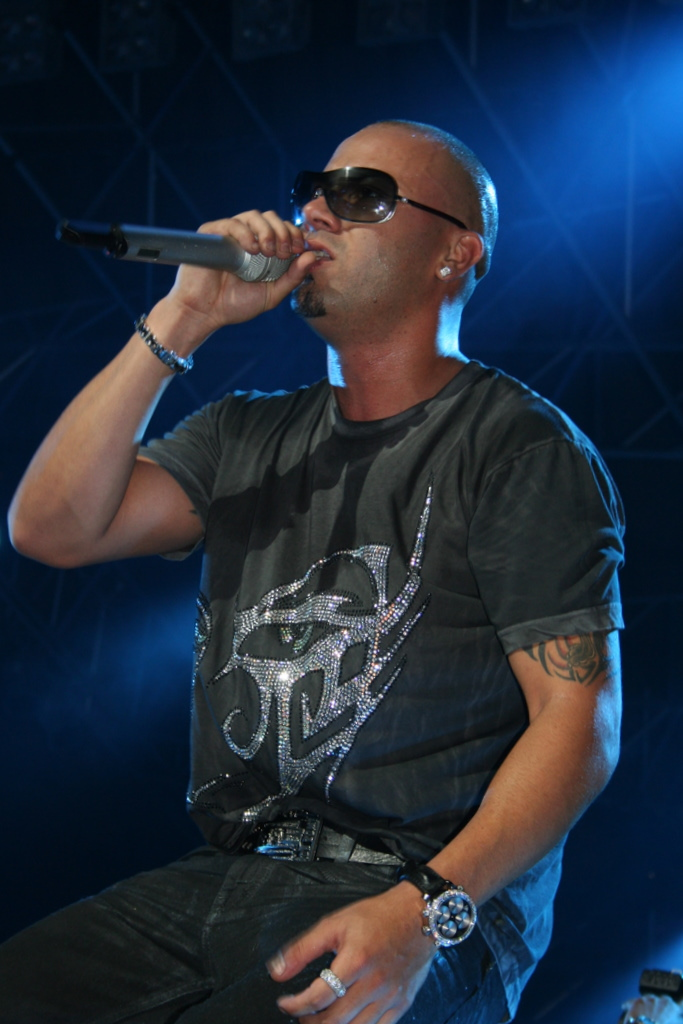
Wisin
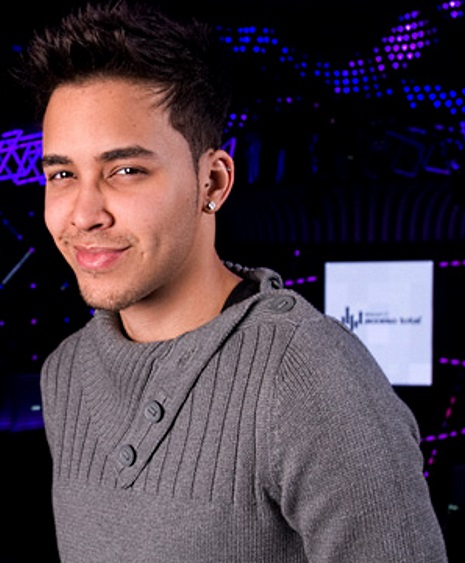
Prince Royce
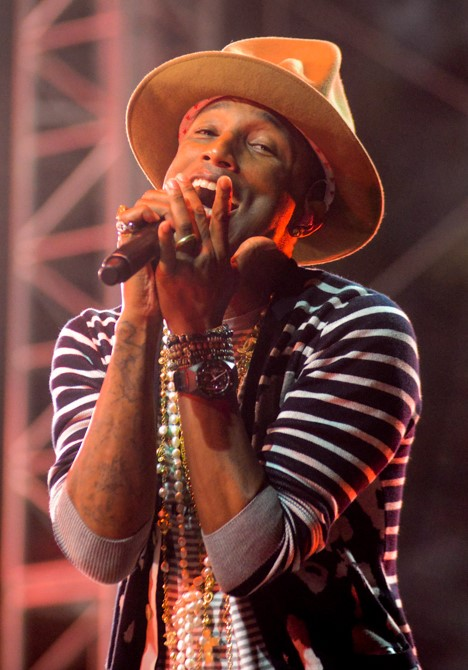
Pharrell Williams
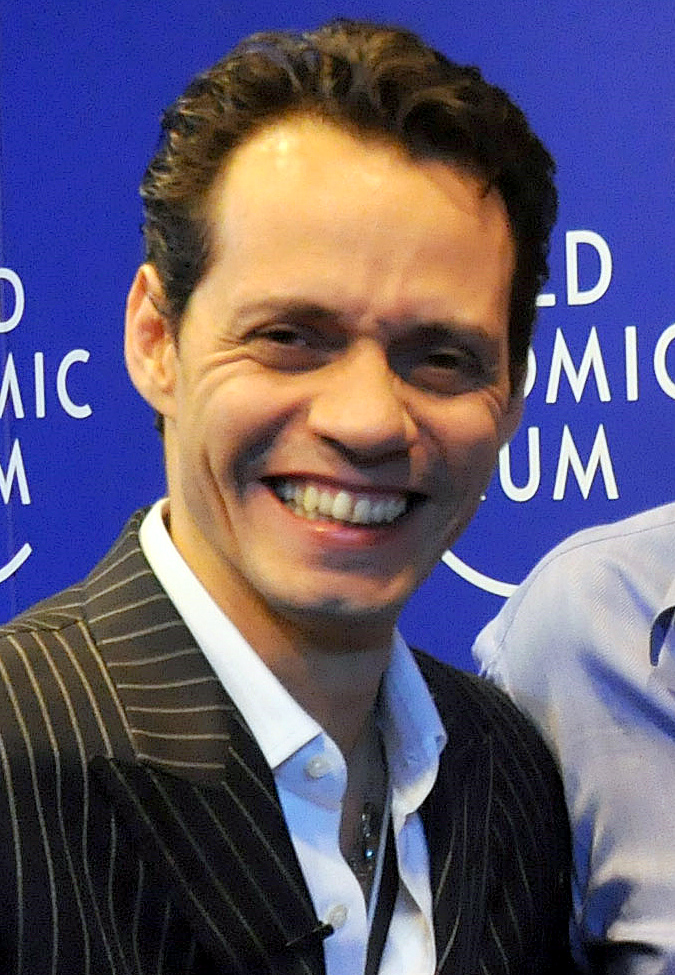
Marc Anthony
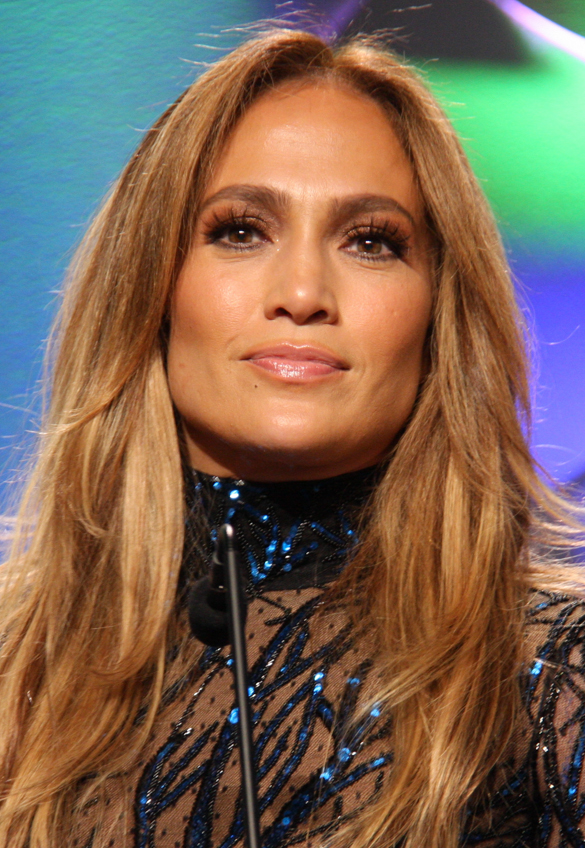
Jennifer Lopez

- Pablo López e Juanes — "Tu Enemigo"
- Jesse & Joy — "Me Soltaste"
- Wisin — "Vacaciones"
- Joss Favela — "Cuando Fuimos Nada"
- Fonseca e Alexis & Fido — "Vine a Buscarte"
- Reik — "Ya Me Enteré"
- Yandel — "Nunca Me Olvides"
- Prince Royce e Gerardo Ortíz — "Moneda"
- Carlos Vives — "La Bicicleta"
- J Balvin, Pharrell Williams, Bia e Sky — "Safari"
- Mon Laferte e Juanes — "Si Tu Me Quiesieras Fuego"
- Farruko e Ky-Mani Marley — "Chillax"
- Marc Anthony e Jennifer López — "I Need to Know"/"Tu Amor Me Hace Bien"/"Vivir Mi Vida"/"Olvídame y Pega la Vuelta"
- Manuel Medrano — "Bajo el Agua"
- Banda Los Recoditos — "Me Está Gustando"
- Rachel Platten e Diego Torres — "Siempre Estaré Ahí"
- Los Fabulosos Cadillacs — "El Rey del Swing"/"Matador"
- Eugenia León, Tania Libertad e Guadalupe Pineda — "Mi Canto Viene del Sur"
- Gente de Zona — "Tu y Yo"/"La Gozadera"

## Vencedores e indicados

### Categoria Geral
| Gravação do Ano - Carlos Vives e Shakira — "La Bicicleta" - Pepe Aguilar — "Cuestión de Esperar" - Pablo Alborán — "Se Puede Amar" - Andrea Bocelli — "Me Faltarás" - Buika — "Si Volveré" - Djavan — "Vidas Pra Contar" - Enrique Iglesias e Wisin — "Duele el Corazón" - Jesse & Joy — "Ecos de Amor" - Laura Pausini — "Lado Derecho del Corazón" - Diego Torres — "Iguales" | Álbum do Ano - Juan Gabriel — Los Dúo 2 - Pablo Alborán — Tour Terral - Tres Noches en Las Ventas - Andrea Bocelli — Cinema (Edición en Español) - Andrés Cepeda — Mil Ciudades - Djavan — Vidas Pra Contar - Fonseca — Conexión - Jesse & Joy — Un Besito Más - José Lugo & Guasábara Combo — ¿Donde Están? - Diego Torres — Buena Vida - Julieta Venegas — Algo Sucede |
| Canção do Ano - Andrés Castro, Shakira e Carlos Vives — "La Bicicleta" (Carlos Vives e Shakira) - Patty Brayden, Ned Claflin e John Finbury — "A Chama Verde" (John Finbury e Marcella Camargo) - Flavio Cianciarulo — "La Tormenta" (Los Fabulosos Cadillacs) - Fonseca — "Céu" - Enrique Iglesias, Patrick A. Ingunza, Silverlo Lozada, Servando Moriche Primera Mussett, Hasibur Rahman, Francisco Saldana e Wisin — "Duele el Corazón" (Enrique Iglesias e Wisin) - Manuel Medrano — "Bajo el Agua" - Paulinho Moska e Fito Páez — "Hermanos" - Jesse & Joy, Danelle Leverett, Jason Reeves e Rune Westberg — "Ecos de Amor" (Jesse & Joy) - Kevin Johansen — "Es Como El Día" - Sin Bandera — "En Ésta No" | Artista Revelação - Manuel Medrano - Sophia Abrahão - Álex Anwandter - The Chamanas - Esteman - Joss Favela - Ile - Mon Laferte - Morat - Ian Ramil |

### Pop
| Melhor Álbum Vocal Pop Contemporâneo - Jesse & Joy — Un Besito Más - Pablo Alborán — Tour Terral - Pablo López — El Mundo y los Amantes Inocentes - Luciano Pereyra — #TuMano - Reik — Des/Amor | Melhor Álbum Pop Tradicional - Juan Gabriel — Los Dúo, Vol. 2 - Adrián — Lleno de Vida - Andrea Bocelli — Cinema - Andrés Cepeda — Mil Ciudades - Diego Torres — Buena Vida |

### Urbana
| Melhor Performance de Música Urbana - Yandel — "Encantadora" - Alexis & Fido — "Una En Un Millón" - El Dusty e Happy Colors — "Cumbia Anthem" - Jacob Forever — "Hasta Que Se Seque El Malecon" - DJ Tubarão, MC Maneirinho e Anitta — "Pra Todas Elas" | Melhor Álbum de Música Urbana - J Balvin — Energia - El B — Luz - Emicida — Sobre Crianças, Quadris, Pesadelos e Lições de Casa... - Farruko — Visionary - Arianna Puello — Despierta |

### Rock
| Melhor Álbum de Rock - Los Fabulosos Cadillacs — La Salvación de Solo Y Juan - Andrea Álvarez — Y Lo Dejamos Venir - Marilina Bertoldi — Sexo Con Modelos - Massacre — Biblia Ovni - Spinetta — Los Amigo | Melhor Álbum de Pop/Rock - Julieta Venegas — Algo Sucede - Caramelos de Cianuro — 8 - Jotdog — Universos Paralelos - La Santa Cecilia — Buenaventura - Meteoros — Meteoros |

### Língua Portuguesa
| Melhor Álbum Pop Contemporâneo - Céu — Tropix - Tiago Iorc — Troco Likes - Larissa Luz — Território Conquistado - Mariza — Mundo - Thiago Ramil — Leve Embora                                                                                 | Melhor Álbum de Rock - Ian Ramil — Derivacivilização - Scalene — Éter - Boogarins — Manual - Jay Vaquer — Canções de Exílio - Versalle — Distante em Algum Lugar |
| Melhor Álbum de Samba/Pagode - Martinho da Vila — De Bem Com a Vida - Eduardo Gudin — Notícias Dum Brasil 4 - Corina Magalhães — Tem Mineira no Samba - Rogê e Arlindo Cruz — Na Veia - Vários Artistas — Sambas Para Mangueira               | Melhor Álbum de Música Popular Brasileira - Elza Soares — A Mulher do Fim do Mundo - Dani Black — Dilúvio - Roberta Campos — Todo Caminho é Sorte - Celso Fonseca — Like Nice - Roberta Sá — Delírio |
| Melhor Álbum de Raízes Brasileiras - Almir Sater e Renato Teixeira — AR - Lucy Alves e Clã Brasil — No Forró do Seu Rosil - Heraldo do Monte — Heraldo do Monte - Elba Ramalho — Cordas, Gonzaga e Afins - Alceu Valença — A Luneta e o Tempo | Melhor Canção em Língua Portuguesa - Djavan — "Vidas Pra Contar" - Tiago Iorc — "Amei Te Ver" - Almir Sater, Paulo Simões e Renato Teixeira — "D de Destino" (Almir Sater e Renato Teixeira) - Dani Black — "Maior" (Dani Black e Milton Nascimento) - Douglas Germano — "Maria da Vila Matilde" (Elza Soares) |